# 최영주 (언론인)
최영주(1969년 7월 17일~)는 대한민국의 SBS(서울방송)의 전직 아나운서 출신이며, 아나운서와 기자로 활약했고, 잠시 대학 교수도 지냈었으며, 부군과의 사이에는, 무남독녀 외동딸(1녀)이 있다.

## 학력
- 1988. 2.~1992. 2. : 인하대학교 영어교육학과 (학사)
- 1994. 2.~1997. 2. : 연세대학교 언론홍보대학원 언론학 (석사)[1]
- 2001. 2.~2005. 2. : 경희대학교 대학원 언론학 (박사)[2]

## 경력
- 1991년 10월~2021년 10월, SBS 아나운서팀 아나운서
- 국립국어원 우리말 다듬기 위원회 위원
- 한국정보화진흥원 홍보대사
- 1999년 1월 ~ 2002년 3월 : SBS 서울방송 뉴스 보도 기자 3년 2개월
- 2002년 3월 : SBS 서울방송 아나운서 직으로는 3년 2개월여만에 복귀
- 2018년 12월 ~ 2020년 11월 30일 SBS 아나운서 (팀장)
- SBS 아나운서 (팀장급)
- 2021년 10월, SBS 명예 정년 퇴임.

## 생애
- 1991년 10월 1일 SBS 서울방송 공채 1기 아나운서로 입사했고, 이듬해 1992년 2월, 인하대학교 영어교육학과(학사 - 88학번. - 1992년 2월. 학사 취득.)를 졸업했다.

## 진행 프로그램

### 뉴스
- SBS 8 뉴스(주말 - 1994년 4월 23일~10월 23일)
- 모닝와이드(주말 아침종합뉴스 - 2006년 5월 27일~2009년 10월 24일)
- SBS 생활경제(2011년 3월 21일~2018년 11월 15일)

### 예능
- 빙글빙글 퀴즈(1991년 12월 19일~1993년 1월 8일)
- 좋은 친구들 - 작은 사랑(2002년 11월 10일~2002년 11월 24일)

### 교양
- 출발 서울의 아침(객원 리포터 - 1992년 9월 9일~1993년 11월 11일, 날씨 정보 - 1993년 7월 28일~7월 30일/1993년 9월 4일~9월 11일)
- 모닝와이드 주말특집(1996년 1월 20일~1998년 10월 18일/2000년 10월 21일~2005년 4월 24일)
- 실속TV 시선집중(2000년 3월 23일~2000년 10월 12일)
- 여자가 좋다(2002년 11월 4일~2003년 10월 31일)
- SBS TV 특강(2001년 9월 3일~2004년 12월 4일)
- 건강 스페셜(2005년 3월 7일~2007년 2월 5일)
- 100세 건강 시대(2007년 2월 12일~2010년 4월 19일)

### 스포츠
- SBS 골프아카데미 중계
- 골프/야구 특집 중계 방송 다수
- 리듬체조 특집 중계 방송 다수
- 피겨스케이팅 특집 중계 방송 다수

### 기타
- 희귀병질환자를 위한 사랑의 릴레이(2002년)
- 1996 서울가요대상 MC

### 라디오
- SBS 러브FM SBS 전망대(2009년 10월 26일~2011년 3월 20일, 주말)
- SBS 러브FM 스위트뮤직박스(2015년 5월 4일~2015년 7월 17일)
- SBS 러브FM 아침편지(2021년 3월 8일부터 진행 중)